# Ramaria lutea
Ramaria lutea Schild – gatunek grzybów należący do rodziny siatkoblaszkowatych (Gomphaceae).

## Systematyka i nazewnictwo
Pozycja w klasyfikacji według Index Fungorum: Ramaria, Gomphaceae, Gomphales, Phallomycetidae, Agaricomycetes, Agaricomycotina, Basidiomycota, Fungi.
Po raz pierwszy opisał go w 1977 r. Edwin Schild i nadana przez niego nazwa naukowa jest aktualna.

## Morfologia
Owocnik
Klawarioidalny o wysokości 10–14 cm i średnicy 10–16 cm, zbudowany z trzonu i licznych gałęzi o średnicy 0,5–1,5 cm, silnie wygiętych, czasem rozbieżne. Powierzchnia biaława, bardzo pomarszczona do bruzdowanej, żółta. Trzon krótki, niezbyt masywny, lekko stożkowaty, u podstawy blady, górą bladożółty. Rozgałęzienia w kształcie litery U lub V z 2–3 tępymi, stosunkowo długimi i ciemniejszymi wierzchołkami. Miąższ miękki, kruchy, biały, lekko marmurkowy, o łagodnym zapachu i smaku.
Cechy mikroskopowe
System strzępkowy monomityczny, strzępki generatywne z prostymi septami, cienkościenne, o średnicy 2,5–10(15) µm, w obrębie górnych gałęzi, czasami ampułkowato napęczniałe do średnicy do 3–11 µm. Podstawki wąsko maczugowate z 4 sterygmami, bez sprzążek u podstawy, 45–65 × 8–10 µm. Bazydiospory cylindryczne, drobno i luźno brodawkowate, z rozproszonymi, dużymi i małymi brodawkami, szkliste, nieamyloidalne, cyjanofilne (6,5)8,5–10(11) x 3,5–6 µm, Q = 2,0.
Gatunki podobne
Podobna jest m.in. koralówka żółta (Ramaria flava). Odróżnia się mniejszymi zarodnikami, nieskręconymi strzępkami i jaśniejszym kolorem. Koralówka tępowierzchołkowa (Ramaria obtusissima) ma większe zarodniki.

## Występowanie i siedlisko
Podano jego stanowiska w Europie i Ameryce Północnej. W Polsce po raz pierwszy jego stanowiska podali Gierczyk i inni w 2018 r. Aktualne stanowiska podaje także internetowy atlas grzybów. Znajduje się w nim na liście gatunków zagrożonych i wartych objęcia ochroną.
Naziemny grzyb mykoryzowy występujący w lasach liściastych, zwłaszcza bukowych.